# Draupnirviridae
Draupnirviridae ist eine im April 2024 als Familie eingerichtete Gruppe von CressDNA-Viren (Circular Rep-encoding single strand DNA viruses, offiziell Phylum Cressdnaviricota). Die Familie ist derzeit (Anfang April 2025) die einzige in der Ordnung Jormunvirales.

## Beschreibung
Bis 2023 wurden alle bekannten Wirbeltiere infizierenden Vertreter der CressDNA-Viren (Phylum Cressdnaviricota) der taxonomisch in der Familie Circoviridae eingeordnet. In diesem Jahr lieferten Cormac M. Kinsella und Lia van der Hoek den Beleg dafür, dass Rep-Gene der CressDNA-Viren per Horizontalem Gentransfer Virus-zu-Virus („V2V)“ von Vogelpocken-Viren (Gattung Avipoxvirus, Familie Poxviridae) eingefangen wurden. Ein solcher V2V-Gentransfer setzt eine Koinfektion des Wirts mit dem Donor- und Rezeptorvirus voraus und hat offenbar bereits bei den Vorfahren der Vögel, den Sauriern, stattgefunden. Die genaue phylogenetische Analyse ergab, dass die Spenderviren aber nicht zur Familie Circoviridae gehörten, sondern zu einer damals neuen Familie, die Draupnirviridae genannt wurde. Mitglieder dieser Anfang März 2025 vom ICTV bestätigten Familie sind auch heute noch unter Wirbeltieren im Umlauf – dies bedeutet, dass mit den Draupnirviridae eine zweite Familie mit Wirbeltiere infizierenden CressDNA-Viren gefunden war.
Offenbar hatten Mitglieder einer „Krikovirus“ genannten und als Ferullusivirus offiziell bestätigten Gattung vor mindestens 114 Millionen Jahren verschiedene Saurier und andere Reptilien infiziert und hatten während der Kreidezeit endogene virale Elemente (englisch endogenous viral elements, EVEs) in den Genomen von Schlangen, Eidechsen und Schildkröten hinterlassen.
Von dieser Gattung stammende endogene virale Elemente in einigen Insektengenomen und der häufige Nachweis in Stechmücken deuten darauf hin, dass ein Spillover dieser Draupnirviridae von (blutsaugenden) Gliederfüßern (Arthropoden) auf Wirbeltiere erfolgte. Zudem scheint es, dass deren Vorfahren wiederum wahrscheinlich Protisten infizierten, bevor sie überhaupt bei Tieren in Erscheinung traten.
Ein modernes Krikovirus/Ferullusivirus, das in einer aus einer durch Avipoxviren hervorgerufenen Läsion stammte, zeigt, dass die Interaktion mit Pockenviren noch nicht abgeschlossen ist.
Zwar haben eingefangene Rep-Gene in Pockenvirus-Genomen oft nur inaktivierte katalytische Motive, sie sind aber in fast der gesamten Gattung Avipoxvirus vorhanden, was derzeit noch unbekannte Funktionen vermuten lässt.

## Systematik
Die Systematik der Draupnirviridae ist nach International Committee on Taxonomy of Viruses (ICTV) mit Stand 1. April 2025 (MSL#40v1) wie folgt:
Ordnung Jormunvirales: Familie Draupnirviridae (früher Klade CRESSV3 alias CRESS3)
- Gattung Armipotenivirus (abgetrennt von Circoviridae)
  - Spezies Armipotenivirus tanscopis
    - Circoviridae TaCV2, Isolat TaCV2

- Gattung Asperivirus
  - Spezies Asperivirus lasarense
    - Lake Sarah-associated circular virus-16, Isolat LSaCV-16-LSGA-2013

  - Spezies Asperivirus nemenis
    - Lake Sarah-associated circular virus-10, Isolat LSaCV-10-LSSO-2013

- Gattung Atroxivirus
  - Spezies Atroxivirus austris
    - Avon-Heathcote Estuary associated circular virus 4, Isolat AHEaCV-4-NZ-3049C3-2012

- Gattung Audacivirus
  - Spezies Audacivirus pinazonis
    - Virus sp. D3_88, Isolat D3_88[9]

- Gattung Audaxivirus (abgetrennt von Circoviridae)
  - Spezies Audaxivirus bacesis
    - Circoviridae batCV-SC703, Isolat batCV-SC703

  - Spezies Audaxivirus minifulis (abgetrennt von Gattung Circovirus)
    - Bat circovirus BtMf-CV-1/GD2012, Isolat BtMf-CV-1/GD2012

  - Spezies Audaxivirus myomainis (abgetrennt von Gattung Circovirus)
    - Bat associated circovirus BatACV/Mm1/Switzerland/2019, Isolat BatACV/Mm1/Switzerland/2019

  - Spezies Audaxivirus yotargis (abgetrennt von Gattung Circovirus)
    - Circovirus sp. Bb1/Hun/2013, Isolat Bb1/Hun/2013

- Gattung Bellicusivirus
  - Spezies Bellicusivirus grunawis
    - CRESS virus sp. hftoti49cir2, Isolat hftoti49cir2

- Gattung Belligerivirus (abgetrennt von Gattung Circovirus)
  - Spezies Belligerivirus frelianis
    - Circovirus-like genome DCCV-10, Isolat DCCV-10

- Gattung Citaivirus
  - Spezies Citaivirus phonalis
    - CRESS virus sp. zftfla02cir6, Isolat zftfla02cir6

- Gattung Citataivirus
  - Spezies Citataivirus sanlemaris
    - Uncultured marine virus SI00078, Isolat SI00078

  - Spezies Citataivirus uhadis
    - CRESS virus sp. ctbj245, Isolat ctbj245

- Gattung Citiorivirus
  - Spezies Citiorivirus crordgris
    - Dragonfly larvae associated circular virus-9, Isolat DflaCV-9_NZ-PG10-LD

- Gattung Durusivirus
  - Spezies Durusivirus erthyycolis
    - Odonata-associated circular virus-20, Isolat OdasCV-20-US-718DFS-12

- Gattung Ferullusivirus (ursprünglich als „Krikovirus“ Vorgeschlagen,[4] abgetrennt von Circoviridae)
  - Spezies Ferullusivirus baguanis
    - Circoviridae TM-6c alias Krikovirus TM-6c,[4] Isolat TM-6c[10]

  - Spezies Ferullusivirus cylocis
    - Mute swan feces associated circular virus 6, Isolat Abbotsbury/A/2016

  - Spezies Ferullusivirus minfulis (abgetrennt von Gattung Circovirus)
    - Bat circovirus BtMf-CV/HeN2013, Isolat BtMf-CV/HeN2013

- Gattung Fervidivirus
  - Spezies Fervidivirus umantense
    - CRESS virus sp. ctaE5783, Isolat ctaE5783

- Gattung Funestivirus
  - Spezies Funestivirus anlentse
    - Uncultured marine virus SI03931, Isolat SI03931

  - Spezies Funestivirus seabatis
    - CRESS virus sp. ctbb692, Isolat ctbb692

- Gattung Incitativirus
  - Spezies Incitativirus reperis
    - CRESS virus sp. ctbd540, Isolat ctbd540

- Gattung Incitatusivirus (1 Spezies)
  - Spezies Incitatusivirus orancis
    - Crucivirus sp. Crucivirus-256 001509_virusbaton (MT478515) – gefunden im Wasser, Frankreich
- Gattung Malificivirus (1 Spezies)
  - Spezies Malificivirus porcris
    - Crucivirus sp. Crucivirus-230 001540_virusbaton (MT478521) – gefunden im Wasser, Frankreich
- Gattung Mordaxivirus
  - Spezies Mordaxivirus sitoranense
    - CRESS virus sp. ctSa3636, Isolat ctSa3636

- Gattung Nervillivirus
  - Spezies Nervillivirus flovetense
    - Uncultured virus CG178, Isolat CG178[11]

- Gattung Nocentianivirus
  - Spezies Nocentianivirus saidatense
    - Uncultured virus CG276, Isolat G276[12]

- Gattung Periculosovirus
  - Spezies Periculosovirus lancristus
    - CRESS virus sp. thr095cir1nc, Isolat thr095cir1nc

  - Spezies Periculosovirus satuanis (abgetrennt von Gattung Circovirus)
    - Bat associated circovirus BatCV/WD, Isolat BatCV/WD

- Gattung Pollentivirus (abgetrennt von Gattung Circovirus)
  - Spezies Pollentivirus pleritis
    - Bat circovirus BtPa-CV-3/NX2013, Isolat BtPa-CV-3/NX2013

- Gattung Potensivirus
  - Spezies Potensivirus flowis
    - Uncultured virus CG185, Isolat CG185[13]

- Gattung Properatisvirus
  - Spezies Properatisvirus sabatis (abgetrennt von Circoviridae)
    - Circoviridae sp. ctcb18, Isolat ctcb18

  - Spezies Properatisvirus stregense
    - Uncultured marine virus SOG00160, Isolat SOG00160

- Gattung Rapidusivirus
  - Spezies Rapidusivirus mimentis
    - Avon-Heathcote Estuary associated circular virus 9, Isolat AHEaCV-9-NZ-3131SG-2012

- Gattung Robaratusivirus
  - Spezies Robaratusivirus reperis (abgetrennt von Circoviridae)
    - Circoviridae sp. ctbc359, Isolat tbc359 – infiziert den Roten Schnapper (Red Snapper)

  - Spezies Robaratusivirus semberis
    - Uncultured virus PcaCV4, Isolat PcaCV4 – infiziert die Kalifornische Seegurke (Parastichopus californicus, California sea cucumber)

- Gattung Roburiusivirus
  - Spezies Roburiusivirus westrobis
    - Avon-Heathcote Estuary associated circular virus 2, Isolat AHEaCV-2-NZ-3024C3-2012

- Gattung Strenuaivirus (ursprünglich als „Cyclicusvirus“ vorgeschlagen)
  - Spezies Strenuaivirus antaflavis
    - Dragonfly cyclicusvirus (DfCyclV): Isolat FL1-NZ37-2010[14][15] (zu CRESS3)[16]

- Gattung Strenuusivirus
  - Spezies Strenuusivirus lasamoense
    - CRESS virus sp. ctee590, Isolat ctee590

  - Spezies Strenuusivirus resnapis (abgetrennt von Circoviridae)
    - Circoviridae sp. ctce509, Isolat ctce509

- Gattung Tetricillivirus
  - Spezies Tetricillivirus motavenis
    - Marmot associated feces virus 6, Isolat MAR1_1_1900

- Gattung Torentivirus (7 Spezies)
  - Spezies Torentivirus aristcris [provisorisch Crucivirus-295][17]
    - Crucivirus-295 BS_189 (MT263594) – gefunden im Wasser, Neuseeland

  - Spezies Torentivirus crutis
    - CRESS virus sp. ctef39, Isolat ctef39[18] – gefunden im Gewebe der Karausche (crucian carp), USA

  - Spezies Torentivirus curcianense
    - Crucivirus sp. Crucivirus-136 001794_virusbaton (MT478552) – gefunden im Wasser, Frankreich

  - Spezies Torentivirus lanversius
    - Crucivirus sp. Crucivirus-235 001534_virusbaton (MT478518) – gefunden im Wasser, Frankreich

  - Spezies Torentivirus orstucis
    - Crucivirus sp. Crucivirus-217 001577_virusbaton (MT478527) – gefunden im Wasser, Frankreich

  - Spezies Torentivirus potacris
    - Crucivirus sp. Crucivirus-231 001539_virusbaton (MT478520) – gefunden im Wasser, Frankreich

  - Spezies Torentivirus zocris [provisorisch Crucivirus-184][19]
    - Crucivirus-184 CHIVOP3_758 (MT263533) – gefunden an/auf Pflanzen, Brasilien
- Gattung Valentivirus (abgetrennt von Gattung Circovirus)
  - Spezies Valentivirus aedvexis
    - Mosquito circovirus B51, Isolat B51

  - Spezies Valentivirus rhisidis
    - Bat associated circovirus BatACV/Rh1/Switzerland/2019, Isolat BatACV/Rh1/Switzerland/2019

  - Spezies Valentivirus ridensis (abgetrennt von Gattung Circovirus)
    - Tadarida brasiliensis associated circovirus 1 MAVG-10, Isolat MAVG-10

  - Spezies Valentivirus saquitis
    - Culex circovirus-like virus CCirVL/Shasta, Isolat CCirVL/Shasta

- Gattung Validivirus
  - Spezies Validivirus umaspis
    - CRESS virus sp. ctIfk793, Isolat ctIfk793

- Gattung Vegetinivirus (abgetrennt von Gattung Circovirus)
  - Spezies Vegetinivirus molmolis
    - Bat circovirus POA/2012/V, Isolat POA/2012/V (KM382272) – Fledermauskolonie der Großen Samtfledermaus (Molossus molossus) und von Faltlippenfledermäusen (Tadarida sp.)

  - Spezies Vegetinivirus nobatis
    - Bat associated circovirus BatCV/BB, Isolat BatCV/BB (MT734816) – Fledermauskot (bat guano samples)

- Gattung Vegetivirus
  - Spezies Vegetivirus loriverwastis
    - Uncultured virus CG197, Isolat CG197[20]

  - Spezies Vegetivirus portlucense
    - Crucivirus sp. Crucivirus-130 001815_virusbaton, Isolat Crucivirus-130 001815_virusbaton (MT478555) – gefunden im Wasser, Frankreich

- Gattung Vehemenivirus (abgetrennt von Gattung Circovirus)
  - Spezies Vehemenivirus recresis
    - Circovirus sp. yc-16, Isolat yc-16 – Kot vom Mandschurenkranich, China

- Gattung Velocianivirus
  - Spezies Velocianivirus diadonense
    - Circovirus-like genome DHCV-4, Isolat DHCV-4 – Süßwassersee Donghu (Ost-See),[21] China

- Gattung Veloxivirus
  - Spezies Veloxivirus ubatis
    - CRESS virus sp. ctfb748, Isolat ctfb748

- Gattung Violenivirus (abgetrennt von Circoviridae)
  - Spezies Violenivirus cotis
    - Circoviridae sp. ctbe120, Isolat ctbe120

  - Spezies Violenivirus raptis
    - Circoviridae sp. ctcb567, Isolat ctcb567

- Gattung Viratusivirus
  - Spezies Viratusivirus arilasis
    - MAG: Arizlama virus AZLM_985, Isolat AZLM_985

- Gattung Virilianivirus
  - Spezies Virilianivirus pachylongis
    - Odonata-associated circular virus-19, Isolat OdasCV-19-US-1604SC1-12

- Gattung Volantivirus
  - Spezies Volantivirus lastavis
    - Crucivirus sp. Crucivirus-138 001787_virusbaton (MT478550)

  - Spezies Volantivirus zuncris [provisorisch Crucivirus-523][22]
    - Crucivirus-523 GP1_93596 (MT263655)

Wie aus obiger Liste ersichtlich, wurden vom ICTV etliche ursprünglich für die Familie Circoviridae (oder gar für ihre Gattung Circovirus) vorgeschlagene Vertreter in dieser Ordnung und Familie angesiedelt, was durch die Ergebnisse von Cormac M. Kinsella und Lia van der Hoek (2023) verständlich wird.
Die Gattungen Incitatusivirus, Malificivirus, Torentivirus, Vegetinivirus, Vegetivirus und Volantivirus beinhalten (teilweise ausschließlich) Viren, deren Bezeichnung als Crucivirus darauf hindeutet, dass sie früher vorschlagsweise als Cruciviren klassifiziert wurden. Dieser Begriff bezeichnet CressDNA-Viren, deren CAP-Protein ursprünglich von einem RNA-Virus wie den Tombusviridae mit großem Kapsid stammt, während die CressDNA-Viren ursprünglich kleine Kapside hatten.  Die Virionen ähneln äußerlich den RNA-Viren, die Gemonorganisation (mit dem REP-Gen) ist aber die der Cressdnaviricota (zyklische ssDNA-Viren).

### DfCyclV
Ein vermutliches Beispiel dafür, dass nicht bei allen RNA-DNA-Hybridviren das CAP von den Tombusviridae stammt, zeigte sich bei Untersuchung der Vielfalt von mit Libellen assoziierten ssDNA-Viren.
Ein dabei (neben anderen) gefundenes Virus-Genom mit der Bezeichnung „Dragonfly cyclisvirus“ – offenbar ist gemeint Dragonfly cyclicusvirus (DfCyclV), Spezies Strenuaivirus antaflavis – zeigte eine schwache, aber signifikante Homologie eines mutmaßlichen Proteins zum CAP des Tabak-Mosaik-Satelliten-Virus (alias Satelliten-Tabaknekrosevirus, en. Satellite tobacco necrosis virus, STMV) der Spezies Tobacco virtovirus 1 (Gattung Virtovirus).
Das CAP des Satelliten-Tabaknekrosevirus unterscheidet sich jedoch in Sequenz und Struktur grundlegend von denen der Tombusviridae und ähnelt am ehesten den CAPs der Geminiviridae. Daher ist vermutlich DfCyclV ein CRESS-DNA-Virus, aber kein Mitglied der Klade der BSL-RDHV-ähnlichen Viren.

## Etymologie
Der Name der Ordnung Jormunvirales leitet sich von der Midgardschlange Jörmungandr aus der nordischen Mythologie ab; sie ist ein Feind des Donnergottes Thor, deren Körper sich nach der Mythologie um die ganze Erde (Midgard) wickelte. Die Endung ‚-virales‘ kennzeichnet Virusordnungen.
Der Name der Familie Draupnirviridae bezieht sich auf den Ring Draupnir aus der nordischen Mythologie. Dieser Zauberring Odins soll sich in jeder neunten Nacht selbst vermehrt haben. Die Namensgebung spielt sowohl auf das zirkuläre virale Genom als auch auf die Genomreplikation an; der Suffix ‚-viridae‘ kennzeichnet Virusfamilien.